# ツィッピー・リヴニ
ツィッピー・リヴニ（ヘブライ語: ציפי לבני, ラテン文字転写: Tzipi Livni, 1958年7月8日 - ）は、ハトヌアに所属するイスラエルの政治家である。1999年より2012年5月までクネセト議員を務めた。本名はツィポラ・マルカ・リヴニ（צפורה מלכה לבני, Tzipora Malka Livni）。日本語メディアでは、「リブニ」と表記されることが多い。
司法大臣、農務大臣、住宅建設大臣、外務大臣などの閣僚ポストを歴任している。
また2008年9月17日には、不正献金問題が原因で次期党首選への不出馬を表明していたエフード・オルメルト首相の後を継いで、カディーマ党首（第3代）に就任したが、2012年3月、党首選で敗北。
オルメルトが2008年9月21日に首相辞任を正式表明したことから、首相候補の1人として有力視されていたが、ベンヤミン・ネタニヤフにその座を奪われた。

## 経歴

### 生い立ち
1958年7月8日にテルアビブで、エイタン・リヴニ（איתן לבני, Eitan Livni）とサラ・ローゼンベルグ（שרה רוזנברג, Sara Rosenberg）の間に生まれた。父親のエイタン・リヴニはポーランド生まれのユダヤ人であり、ゼエブ・ジャボティンスキーが創設したユダヤ人武装組織イルグンの幹部であり、母親のサラ・ローゼンベルグもまた、イルグンの戦闘員であった。

### 前歴
リヴニは1980年代初めにイスラエル国防軍に徴兵されて兵役に従事したほか、対外諜報・特務工作機関であるモサドに勤務し、訓練を受けて海外で活動していたこともある。このことに関しては、リヴニ本人がイスラエルのラジオイスラエル軍放送で明らかにしており、海外での活動中はパリのアパートに住み、通常の一般住宅の体裁を保ちつつ、活動していた。その後、1983年に結婚したことを機に退職した。
バル＝イラン大学法学部を卒業後は弁護士として開業、10年にわたって公法と商法を専門とする弁護士として働いた。

### 政界での経歴
1999年にリクードから初当選。
当初、政界ではそれほど注目されておらず、同国の女性議員の中ではリモール・リブナットがアリエル・シャロン元首相の信頼を受け先行していたが、シャロン政権が2期目を迎え、シャロンが安全保障政策を軟化させると、一挙に出世街道を突き進み、同政権下で法相として入閣を果たした。
2004年にシャロンがガザ地区からの全面撤退（ガザ地区撤退計画）をぶち上げ、リクード内が二分されると、エフード・オルメルトと共にいち早くシャロンの側に与し、翌年の計画実施を支持。カディーマ結成の際もこれに従った。シャロンが脳卒中で倒れてオルメルトが政権を引き継いだ際、ゴルダ・メイア以来イスラエル史上2人目の女性の外務大臣に就任。
ただ、政局にはそれほど強くなく、オルメルト首相が指揮したレバノン侵攻の敗北で独立調査委員会が2007年4月に中間報告を発表した際には倒閣宣言を行うものの、同調者は一人も出ずに頓挫。オルメルト首相辞任に伴うカディマ党首選では、対立候補のシャウル・モファズ元国防相を当初20ポイント・リードとされながら、最終的な差は1%に留まり、党首就任後新内閣樹立を目指すものの、宗教政党・シャスとの交渉に失敗。その結果、総選挙が1年前倒しとなった。
選挙戦も政権奪回を目指すリクードに差をつけられていたが、ガザ紛争でハマースに攻勢を掛け、最終的には28議席を獲得・第一党の座を守った。イスラエルでは第一党の党首が大統領から首班に任命されることが慣例であるが、リクードとの差はわずか1議席しかなく、カディマをサポートするべき労働党やメレツなどが大敗していることから、首相の座はベンヤミン・ネタニヤフが獲得。ネタニヤフ自身はカディーマを加えた大連立を模索していたが、リヴニ自身が首相の座を要求し譲らず、交渉は失敗。カディーマは野に下った。
2007年12月にリヴニは英国を訪問する予定だったが、同国の治安裁判所が、前述のガザ紛争を外相として立案・指揮した戦争犯罪に相当するとして逮捕状を発行。リヴニはこの動きを察知し直前に訪英を中止したものの、イスラエル政府は内政干渉に相当するとして激しい反発を示している。
2012年3月27日の党首選挙ではモファズに大差で敗れ5月にはクネセトの議員を辞職したものの、11月27日にはカディマ党の非主流派や労働党の一部議員を糾合して新党「ハトヌア（ヘブライ語で「運動」の意）」を結成。2013年1月の総選挙で議員に復帰した。
2013年の総選挙の結果、法相としてネタニヤフ政権へ参加することとなった。
- キルチネル・アルゼンチン大統領と（2007年9月28日）
- ウィキペディアTシャツにサインするリヴニ（2009年）
- 米国のヒラリー・クリントンと（2009年3月3日）

## 年表
- バル＝イラン大学法学部卒業、数年公法・商法の法律家として働く
- 1999年 - クネセト選挙（リクード公認）当選。
- 2005年 - リクード離党、カディーマ結成。
- 2006年 - 法務大臣から外務大臣に横滑り。
- 2008年 - カディマ党党首に就任。(2012年まで)

## 私生活
- 1983年に会計士のナフタリ・スピッツァーと結婚し、子供を2人儲けた。
- 動物の権利の観点から幼少期より菜食主義を貫いている[8][9]。
- ヘブライ語のほか、英語とフランス語にも堪能である。